# Cité Lepage
La cité Lepage est une voie du 19e arrondissement de Paris, en France.

## Situation et accès
La cité Lepage est une voie publique située dans le 19e arrondissement de Paris. Elle débute au 31, rue de Meaux et se termine au 168, boulevard de la Villette.

## Origine du nom
La rue tire son nom de celui d'un ancien  propriétaire local.

## Historique
Cette voie est ouverte sous sa dénomination actuelle en 1859. Elle est classée dans la voirie parisienne par un arrêté municipal du 30 juin 1994.